# Bataille d'Ankara
La bataille d'Ankara (Ankara Muharebesi) s'est déroulée le 20 juillet 1402 (19 Dhoul Hijja 804 AH) sur le champ de bataille de Çubuk, près d'Ankara, entre les forces du sultan ottoman Bayezid Ier et l'armée turco-mongole de Tamerlan, à la tête de l'Empire timouride. 
La bataille s'acheva sur la victoire éclatante de Tamerlan, avec la capture de Bayezid Ier, qui conduisit à une période de crise pour le sultanat ottoman. L'Empire timuride entra cependant dans sa période de déclin final après la mort de Tamerlan, moins de trois ans après la bataille, alors que l'Empire ottoman put retrouver toute sa puissance, qui continua ensuite à se développer sur plusieurs siècles.

## Présentation
Le sultan Bayezid (Bajazet) rencontre Timur Lang (Tamerlan), près d'Angora (Ankara). Les forces sont à peu près égales (220 000 pour les Ottomans contre 180 000 Timourides). Toutefois, les troupes timourides sont presque exclusivement montées, alors que l'infanterie, composée en majeure partie de Serbes,, représente la plus grande part des forces ottomanes.
De plus, par une habile stratégie de détournement et d'empoisonnement des puits, Tamerlan parvient à assoiffer les forces ottomanes, considérablement affaiblies au moment de l'engagement.

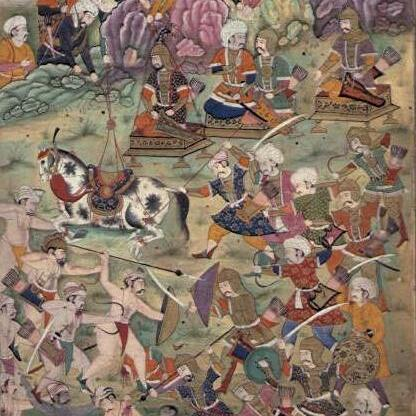
Bataille d’Ankara

Bernardine Kielty offre un récit particulièrement romancé de cette bataille :

« […] lesquels étaient accompagnés de trente-deux éléphants indiens, qui semèrent la panique parmi les chevaux turcs. Entouré de ses gardes du corps, Bajazet combattit jusqu'à la mort du dernier d'entre eux. Puis, quand il essaya de prendre la fuite, son cheval tomba et les Mongols le traînèrent jusqu'à Timur, en vociférant de joie. […] Au bout de huit mois, Bajazet mourut. Les Turcs Ottomans furent tous dispersés. Et les Mongols, comme une horde de loups, retournèrent au galop en Asie pour aller saccager la Chine. »

— Bernardine Kielty, La Chute de Constantinople, Éd. Nathan 1967
Malgré ce que cet extrait peut faire comprendre, les Turcs combattent ici les Timourides et non les Mongols. Menés par Tamerlan, qui se proclame descendant de Gengis Khan, ils ont attaqué l'Anatolie sans aucune ambition sur ces terres, donnant par là même un sursis inespéré aux empires byzantins de Trébizonde et de Constantinople. Mais une autre conséquence est que ces terres ont été abandonnées par les Ottomans aux Moutons blancs. Les Ottomans se sont donc concentrés par la suite sur l'Europe.
Quant à Tamerlan, il meurt le 18 février 1405 (17 Cha'ban 807 AH) avant de pouvoir atteindre la Chine des Ming.